# Patricia Kalember
Patricia Kalember (née le 30 décembre 1957  à  Schenectady dans l'État de New York aux États-Unis) est une actrice américaine. 

## Filmographie  sélective

### Cinéma
- 1985 : Cat's Eye de Lewis Teague : Marcia
- 1989 : Autant en emporte Fletch ! de Michael Ritchie : Amanda Ray Ross
- 1990 : L'Échelle de Jacob de Adrian Lyne : Sarah
- 1992 : Big Girls Don't Cry... They Get Even de Joan Micklin Silver : Barbara
- 1993 : Kalahari de Mikael Salomon : Elizabeth Parker
- 1997 : Home Before Dark de Maureen Foley : Dolores James
- 1999 : Jump de Justin McCarthy : Mother
- 2000 : Labor Pains de Tracy Alexson : Delia
- 2000 : Killing Cinderella de Lisa Abbatiello : Cinderella
- 2002 : A Time for Dancing de Peter Gilbert : Sandra
- 2002 : Signes de M. Night Shyamalan : Colleen Hess
- 2007 : La Fille dans le parc (The Girl in the Park) de David Auburn : Amanda
- 2010 : The Company Men de John Wells : Cynthia
- 2010 : Rabbit Hole de John Cameron Mitchell : Peg
- 2010 : Kalamity de James M. Hausler : Terry Klepack
- 2011 : Limitless de Neil Burger : madame Atwood
- 2012 : Imogene de Shari Springer Berman et Robert Pulcini : Virginia
- 2015 : Night Run de Jaume Collet-Serra : Rose Maguire

### Télévision

#### Séries télévisées
- 1981 : Texas : Épisode #1.339 :Meredith
- 1983 : Amoureusement vôtre : Pilot (saison 1 épisode 1) : Merrill Vochek
- 1985 : Equalizer : Le Médiateur (saison 1 épisode 1) : Carlene Randall
- 1986 : Kay O'Brien : Kayo on Call (saison 1) : Dr Kay 'Kayo' O'Brien
- 1987 : Equalizer : L’Âme noire (saison 2 épisode 19) : Dr Stephanie Davis
- 1988 : Just in Time : Nothing Sacred (saison 1) : Joanna Farrell
- 1988 : ABC Afterschool Special : Date Rape (saison 17 épisode 1) : Maria Acero
- 1989 - 1991: Génération Pub (saison 2 - saison 4) : Susannah Hart
- 1991 - 1996: Les Sœurs Reed (saison 1 - saison 6) : Georgie Reed Whitsig
- 2001 : New York, unité spéciale (Law & Order: Special Victims Unit) (saison 2, épisode 17) : Leslie De Santis
- 2004 : New York, unité spéciale (saison 6, épisode 8) : juge Karen Taten
- 2005-2006 : New York, unité spéciale (saison 7, épisodes 11 et 14) : juge Karen Taten
- 2006-2007 : New York, unité spéciale (saison 8, épisodes 5 et 21) : juge Karen Taten
- 2008 : New York, unité spéciale (saison 9, épisodes 12 et 18) : juge Karen Taten
- 2010 : The Good Wife : Overdose (saison 1 épisode 12) : Julie Bowers
- 2010 : New York, unité spéciale (saison 11, épisode 11) : Juge Karen Taten
- 2010 : New York, unité spéciale (saison 12, épisode 8) : Juge Karen Taten
- 2011 : Blue Bloods  (saison 1 - saison 2) : Docteur Keller
- 2012 : FBI : Duo très spécial : Liberté chérie (saison 3 épisode 16) : Ms. Holloman
- 2013 : Orange Is the New Black : Le Conseil (saison 1 épisode 6) : Marka Nichols
- 2014 : Olive Kitteridge : Marée montante (saison 1 épisode 2) : Joyce
- 2014 : Madam Secretary : Casse-tête chinois (saison 1 épisode 4) : Senator Kate Fletcher
- 2015 : Allegiance : Secrets de famille (saison 1 épisode 1) : NCS Director
- 2015 : Allegiance : Esprits d'équipes (saison 1 épisode 2) : NCS Director
- 2015 : Madam Secretary : Le charmeur de Damoclès (saison 1 épisode 14) : Senator Kate Fletcher
- 2015 : Veep : Mommy Meyer (saison 4 épisode 7) : Sarah
- 2015 : Orange Is the New Black : La Fête des mères (saison 3 épisodes 1 et 3) : Marka Nichols
- depuis 2015 : Power : Kate Egan (13 épisodes)

#### Téléfilms
- 1985 : Brass de Corey Allen : Lori Cartwright
- 1988 : La force de l'amour de Sharron Miller : Andrea Newman
- 1990 : Kaléidoscope de Jud Taylor : Alexandra
- 1993 :  Abus de confiance de Bill Corcoran : Linda Karney
- 1995 : Condamnée au silence de Peter Werner : Margaret Trainor
- 1995 :  Au bénéfice du doute de Mike Robe : Juge Caroline Masters
- 1996 : SOS dans les Rocheuses de Charles Wilkinson : Teresa Bagshaw
- 1998 : When Husbands Cheat de Richard Colla : Tess McCall
- 1999 : Le train de l'enfer de Armand Mastroianni : Connie Phipps-Singer
- 2000 : Hopewell de Rod Holcomb : Christine Jonas
- 2002 : Sur le chemin de la guerre de John Frankenheimer : Margaret Craig McNamara
- 2003 : Amour des villes, amour des champs de David S. Cass Sr. : Laurie Woods
- 2004 : Leçons dangereuses de Michael Scott : Samantha Stephens
- 2011 : Weekends at Bellevue de Jack Bender : Lucinda

## Voix françaises
En France
| - Blanche Ravalec, dans (les séries télévisées) : - Les Sœurs Reed - New York, unité spéciale - The Good Wife - Blue Bloods - FBI : Duo très spécial - Madam Secretary - Allegiance | et aussi - Martine Irzenski dans Les Anges du bonheur, (série télévisée) |